# Hélène Bouchez
Pour les articles homonymes, voir Bouchez.
Ne doit pas être confondu avec Hélène Boucher.
 (mai 2018).
Si vous disposez d'ouvrages ou d'articles de référence ou si vous connaissez des sites web de qualité traitant du thème abordé ici, merci de compléter l'article en donnant les références utiles à sa vérifiabilité et en les liant à la section « Notes et références ».
Hélène Bouchez, née en 1973, est une cheffe d'orchestre française.

## Biographie

### Enfance et formation
Hélène Bouchez naît à Paris[réf. nécessaire].
Elle grandit en Norvège.
Elle est initiée à la musique par deux pédagogues américains, Curtis Stotlar et Perry Johnson.
Après des études littéraires en hypokhâgne et khâgne (Lycée Fénelon, Paris) et un Master de musicologie (Paris Sorbonne et Lyon Louis Lumière), elle poursuit une formation musicale en piano et en direction d'orchestre[réf. nécessaire].

### Carrière
Elle étudie le piano au conservatoire national supérieur de musique de Lyon avec Eric Heidsieck et Roger Muraro.
En Asie, elle est finaliste lauréate du concours international de direction d'orchestre de Tokyo (2003). Elle dirige le new japan philharmonic et reçoit une dotation du « Min-On association concert ».
Hélène Bouchez a été responsable de l’Orchestre Symphonique de l’Université Claude Bernard de Lyon, et a partagé la direction de l’Orchestre Symphonique de Lyon et de l’Orchestre Symphonique Lyon-Villeurbanne.
Elle est lauréate du concours du Boston Symphony Orchestra.
Aux Etats-Unis, elle a  travaillé auprès de Leonard Slatkin et Marin Alsop au Cabrillo Festival of Contemporary Music (Californie) où elle dirigeait des œuvres de jeunes compositeurs.
En Suisse, elle dirige les Notations de Pierre Boulez aux côtés de ce dernier au Festival de Lucerne.
Investie dans le répertoire symphonique, elle est l'invitée de différents orchestres français : Orchestre national de Lyon, Orchestre philharmonique de Radio France, Orchestre de l'Opéra de Rouen, Orchestre régional Avignon-Provence, Orchestre national d'Île-de-France, Orchestre de Chambre Nouvelle-Aquitaine (Folles journées de Nantes), Orchestre de Picardie, Orchestre symphonique de Vichy.
Elle partage la scène avec des solistes, notamment les pianistes Alexander Gavrylyuk et Conrad Tao, le violoniste Pierre Amoyal, la harpiste Marielle Nordmann[réf. nécessaire].
Aux États-Unis, Hélène Bouchez est l'invitée du Detroit Symphony, National Symphony Orchestra, New Mexico Philharmonic, Fort Wayne Philharmonic, Cabrillo Festival of Contemporary Music (Californie).
En Asie, elle dirige le Nouvel orchestre philharmonique du Japon et l'Orchestre symphonique de Pohang en Corée. En Europe, elle dirige l'Orchestre philharmonique de Sarajevo, l'Orchestre symphonique de Sofia, l'orchestre du festival Bartok en Hongrie[réf. nécessaire].
Elle s'associe également à des manifestations scéniques en dirigeant L'Histoire du soldat de Stravinsky (mis en scène par Roland Auzet avec le chanteur acteur Thomas Fersen), la création de Le Verfügbar aux Enfers de Germaine Tillion (Théâtre du Châtelet), des Ciné-concert (création et tournées de À propos de Nice sur le film de Jean Vigo, Brand Upon the Brain! du cinéaste canadien Guy Maddin)[réf. nécessaire].
Elle collabore avec des compositeurs contemporains tels que Philippe Leroux, François Paris, Thierry Blondeau et s'implique dans la musique de son temps au Festival d'automne à Paris, festival Manca à Nice, festival Aujourd'hui musiques à Perpignan) avec les ensembles Sillages, Syntax, Apostrophe, L'Instant donné, l'ensemble XX-XXI du Conservatoire national supérieur de musique et danse de Lyon, l'Orchestre des Lauréats du Conservatoire national supérieur de musique et danse de Paris. Le « Coup de cœur » de l’Académie Charles Cros a été décerné à son enregistrement de Homo Loquax de Pascal Ducourtioux avec l’Orchestre Philharmonique de Radio-France.
Conjointement à son activité de scène, Hélène Bouchez enseigne au Conservatoire national supérieur de musique et de danse de Lyon depuis 2001 où elle assiste Marie-Josèphe Jude[réf. nécessaire].

## Vie de famille
Hélène Bouchez a deux enfants[réf. nécessaire].

## Décorations
- Officier de l'ordre des Arts et des Lettres (2022)[4]